# L'olimpiade della risata
L'olimpiade della risata (Scooby's All-Star Laff-a-Lympics) è una serie di cartoni animati prodotti da Hanna-Barbera, con tutti i personaggi della stessa creazione. In Italia è stata trasmessa dalla Rai.

## Produzione e distribuzione
La prima stagione della serie è andata in onda durante lo show televisivo di due ore Scooby's All Star Laff-a-Lympics del sabato mattina andato in onda sulla ABC dal 10 settembre al 29 ottobre 1977 prodotta da Hanna-Barbera. Insieme alla prima stagione dell'olimpiade della risata, sono state trasmesse nello show la seconda stagione di The Scooby-Doo Show, la prima stagione di Capitan Cavey e le Teen Angels e Blue Falcon e Cane Prodigio. La seconda stagione della serie è andata in onda sulla ABC dall'11 novembre al 23 dicembre 1978 durante lo stesso show rinominato però Scooby's All-Star, insieme alla seconda parte della terza stagione di The Scooby-Doo Show e la seconda stagione di Capitan Cavey e le Teen Angels.
In Italia tutte le serie sono state trasmesse indipendentemente o nei programmi televisivi rispettivi al canale TV.

## Trama
Yogi Yaoo vs Scooby Dooby vs Reanni Rottens 
I nostri famosi campioni e le loro squadre sono pronti a tutto pur di vincere l'olimpiade della risata in giro per il mondo con sfide poco convenzionali.

## Personaggi

### Presentatori
- Narratore doppiato da Dante Biagioni
- Svicolone doppiato da Renzo Palmer
- Mildew il lupo doppiato da Gastone Pescucci

### Squadre

#### Gli Scooby Doobies
- Scooby-Doo (Capitano della squadra) doppiato da Giorgio Gusso
- Shaggy Rogers doppiato da Luca Dal Fabbro
- Scooby-Dum doppiato da Roberto Del Giudice
- Cane Prodigio doppiato da Roberto Del Giudice
- Blue Falcon doppiato da Toni Garrani
- Capitan Cavey doppiato da Mario Brusa
- Brenda Chance doppiata da Flaminia Jandolo
- Dee Dee Skyes doppiata da Paola Quattrini
- Taffy Dare doppiata da Flaminia Jandolo
- Speed Buggy
- Tinker doppiato da Toni Garrani
- Babu doppiato da Michele Kalamera
- La furia di Hong Kong doppiato da
- Jabber Jaw doppiato da

#### The Yogi Yahooeys
- Orso Yoghi (Capitano della squadra) doppiato da Renzo Palmer
- Bubu doppiato da Gino Pagnani
- Cindy doppiata da Flaminia Jandolo
- Braccobaldo doppiato da Renzo Palmer
- Pixie e Dixie doppiati da Fabrizio Manfredi
- Mr. Jinks doppiato da Franco Latini
- Ugo Lupo doppiato da Gastone Pescucci
- Yakky Doodle doppiato da Paola Quattrini
- Ernesto Sparalesto doppiato da Giuliano Persico e Paolo Catani
- Snooper e Blabber doppiati da Luca Dal Fabbro e Fabrizio Manfredi
- Tatino e Tatone doppiati da Fabrizio Manfredi e Roberto Del Giudice
- Wally Gator doppiato da
- Gorilla Lilla doppiato da Enzo Liberti

#### The Really Rottens
- Mumbly doppiato da Paolo Catani
- Dread Baron (il fratello gemello di Dick Dastardly) doppiato da Dario Penne
- Dinky Dalton Giorgio Gusso
- Dirty Dalton Giorgio Gusso
- Dastardly Dalton Luca Dal Fabbro
- Mr. Creepley Roberto Del Giudice
- Mrs. Creepley
- Junior Creepley
- The Great Fondoo e il Coniglio Magico doppiati da Carlo Reali
- Daisy Mayhem
- Orful Octopus

## Episodi
| Stagione         | Episodi | Prima TV Originale | Prima TV Italiana |
| ---------------- | ------- | ------------------ | ----------------- |
| Prima stagione   | 16      | 10 settembre 1977  | gennaio 1985      |
| Seconda stagione | 8       | 9 settembre 1978   | luglio 1985       |

## Fumetto
Dalla serie animata, è stato tratto un fumetto con lo stesso nome, mai pubblicato in Italia.

## Pubblicazione in DVD
Quattro episodi sono stati pubblicati in DVD che s'intitola Scooby-Doo - Olimpiadi della risata - I giochi del mistero.